# Saint-Privat (Hérault)
Saint-Privat è un comune francese di 406 abitanti situato nel dipartimento dell'Hérault nella regione dell'Occitania.

## Società

### Evoluzione demografica
Abitanti censiti